# 都通 (神戸市)
都通（みやこどおり）は兵庫県神戸市灘区の町名の一つで、同区南西部、味泥字上都子・下都子・南谷・堂ノ上・源之前・下アセコ・北谷・下飯田・飯ウルシ・新ウルシ・西上新井出と森字池ノ下・道ノ下から昭和8年（1933年）5月に成立した。郵便番号：657-0844。

## 地理
この地に西求女塚古墳が存在する（地元ではこれを「大塚山」と呼ぶ）。国道2号と国道43号は域内の岩屋交差点にて合流する。最寄り駅は阪神電鉄西灘駅。東は大石北町、南は国道43号を挟み味泥町、西は西郷川を挟み岩屋中町、北は船寺通。東から順に一～五丁目がある。

## 由来
旧小字名の上都子、下都子から付いた。
『神戸の町名』によれば、中世以来「都子」と「子」が付いているのは、ミヤツコのことではないかと若林泰が唱えており、凡河内国造（おおしこうちのくにのみやつこ）との関係を仄めかされている。或いは菟原処女の伝説を引いて折口信夫がウナイのことを禊のための神女だと考証したことから「宮子」即ち巫女であるとの説も挙げている。

## 人口統計
令和2年国勢調査（2020年10月1日）における世帯数857、人口1,796で内男性921人・女性875人。